# جوسيبي سكاليرا
جوسيبي سكاليرا (بالإيطالية: Giuseppe Scalera)‏ (26 يناير 1998 بأكوافيفا ديلي فونتي في إيطاليا - ) هو لاعب كرة قدم إيطالي في مركز الدفاع.

## وصلات خارجية
- جوسيبي سكاليرا على موقع الاتحاد الدولي (مؤرشف)  (الإنجليزية)
- جوسيبي سكاليرا على موقع الاتحاد الأوربي (الإنجليزية)
- جوسيبي سكاليرا على موقع إي إس بي إن إف سي (الإنجليزية)
- جوسيبي سكاليرا على موقع قاعدة بيانات كرة القدم.إي يو (الإنجليزية)
- جوسيبي سكاليرا على موقع بيانات كرة القدم. دي إي (الألمانية)
- جوسيبي سكاليرا على موقع Soccerbase.com (لاعب) (الإنجليزية)
- جوسيبي سكاليرا على موقع Soccerway.com (الإنجليزية)
- جوسيبي سكاليرا على موقع عالم كرة القدم.نت (الإنجليزية)